# Сандвейлер
Сандвейлер (люкс. Sandweiler, фр. Sandweiler) — коммуна в Люксембурге, располагается в округе Люксембург. Коммуна Сандвейлер является частью кантона Люксембург. В коммуне находится одноимённый населённый пункт.

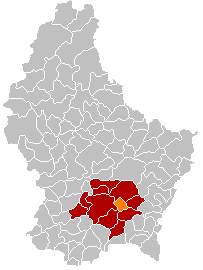
Оранжевый цвет - коммуна Сандвейлер, красный - кантон Люксембург

Население составляет 3172 человек (на 2008 год), в коммуне располагаются 1265 домашних хозяйств. Занимает площадь 14,86 км² (по занимаемой площади 86 место из 116 коммун). Наивысшая точка коммуны над уровнем моря составляет 382 м. (78 место из 116 коммун), наименьшая 254 м. (64 место из 116 коммун).
8 августа и 12 августа 2003 года, во время аномальной жары в Европе, здесь в деревне Финдель была зарегистрирована самая высокая температура за всю историю метеорологических наблюдений в стране; этот температурный рекорд был побит в уже в июле 2019 года.

## Транспорт
- Автобусы в Люксембург ,в аэропорт Люксембурга, а также международные.
- Международный аэропорт.